# TNA Against All Odds
TNA Against All Odds es un evento anual de lucha libre profesional producido por Total Nonstop Action Wrestling (TNA). Se estableció en 2005 como el cuarto evento de pago por visión de TNA como parte de la serie inaugural de eventos de pago por visión mensuales de la promoción y se llevó a cabo en febrero. Todos los eventos, excepto uno, se han celebrado en la Impact Zone.
El PPV se canceló en diciembre de 2012, pero el evento fue revivido como un PPV de One Night Only en 2016 y un especial de televisión en 2019. Regresó como un especial de Impact Plus para el evento de 2021. 

## Resultados

### 2005
Against All Odds 2005 tuvo lugar el 13 de febrero del 2005 en Orlando, Florida.
- Dark match: Phi Delta Slam (Bruno Sassi & Big Tilly) (c/Trinity) derrotaron a Lex Lovett & Buck Quartermain.
  - Tilly cubrió a Quartermain con un "Frog Splash".
- Dark match: The Harris Brothers (Ron & Don) (c/Traci) derrotaron a Mikey Batts & Jerelle Clark. (3:12)
  - The Harris cubrieron a Batts después de un "H-Bomb".
- Elix Skipper derrotó a Petey Williams (c/Coach D'Amore). (7:58)
  - Skipper cubrió a Williams después de un "Sudden Death".
- B.G. James & Jeff Hammond (c/Ron Killings & Konnan) derrotaron a Shazarian (Kazarian & Michael Shane). (5:33)
  - Hammond cubrió a Kazarian después de un "Elbow drop".
- Raven derrotó a Dustin Rhodes. (8:20)
  - Raven cubrió a Rhodes con un "roll-up".
- America's Most Wanted (Chris Harris & James Storm) derrotaron a Kid Kash & Lance Hoyt reteniendo el NWA World Tag Team Championship. (12:25)
  - Harris cubrió a Hoyt después de un "Death Sentence".
- Abyss derrotó a Jeff Hardy en un Full Metal Mayhem match. (15:21)
  - Abyss ganó cuando agarró el sobre correcto que contenía una oportunidad por el NWA World Heavyweight Championship.
- Diamond Dallas Page & Monty Brown derrotaron a Team Canada (Eric Young & Bobby Roode) (c/Coach D'Amore y Johnny Devine). (9:43)
  - Page cubrió a Young después de un "Top Rope Diamond Cutter".
- A.J. Styles derrotó a Christopher Daniels en un 30-minutes Iron Man match reteniendo el TNA X Division Championship. (31:37)
  - Daniels cubrió a Styles después de un "Angel's Wings". (14:07)
  - Styles cubrió a Daniels con un "Roll-up". (23:58)
  - Styles cubrió a Daniels después de un "Styles Clash" fuera de tiempo. (31:37)
- Jeff Jarrett derrotó a Kevin Nash reteniendo el NWA World Heavyweight Championship. (19:45)
  - Jarrett cubrió a Nash después de dos "Stroke".
  - Durante la lucha, Monty Sopp ayudó a Jarrett y Sean Waltman ayudó a Nash.

### 2006
Against All Odds 2006 tuvo lugar el 12 de febrero del 2006 en Orlando, Florida.
- Dark match: Ron Killings derrotó a A1. (1:43)
  - Killing cubrió a A1 después de un "Axe Kick".
- Dark match: Lance Hoyt, Cassidy Riley & Shark Boy derrotaron a Shannon Moore y The Diamonds in the Rough (David Young & Elix Skipper) (c/ Simon Diamond). (5:49)
  - Hoyt cubrió a Skipper después de un "Texas Towerbomb".
- The Naturals (Andy Douglas & Chase Stevens) derrotaron a Austin Aries & Roderick Strong. (10:29)
  - Douglas cubrió a Aries después de un "Natural Disaster".
- Jay Lethal derrotó a Matt Bentley (c/Traci), Alex Shelley y Petey Williams. (10:30)
  - Lethal cubrió a Williams con un "Bridged pin" después de que Bentley lo golpeara con un "Back Body Drop".
- The James Gang (Kip James & B.G James) derrotaron a The LAX (Homicide & Machete) (c/Konnan). (5:59)
  - B.G cubrió a Machete después de un "Pumphandle Drop".
  - Después de la lucha, LAX atacó a The James Gang hasta que el padre de B.G. Bob Armstrong apareció para salvarlos.
- America's Most Wanted (Chris Harris & James Storm) (c/Gail Kim) derrotaron a Chris Sabin & Sonjay Dutt reteniendo el NWA World Tag Team Championship. (10:43)
  - Storm cubrió a Dutt después de un "Death Sentence".
- Rhino derrotó a Abyss (c/James Mitchell) en un Falls Count Anywhere match. (15:25)
  - Rhino cubrió a Abyss después de un "Gore" a través de 4 mesas.
- Samoa Joe derrotó a A.J. Styles y Christopher Daniels en un Triple Threat match reteniendo el TNA X Division Championship. (10:06)
  - Joe cubrió a Styles después de un "Muscle Buster".
- Team 3D (Brother Ray & Brother Devon) derrotaron a Team Canada (Eric Young & Bobby Roode) (c/Coach D´Amore). (13:12)
  - Ray cubrió a Young después de un "3D".
  - Después de la lucha, America's Most Wanted y Team Canada atacaron a Team 3D, hasta que Ron Killings los salvara.
- Christian Cage derrotó a Jeff Jarrett (c/Gail Kim) ganando el NWA World Heavyweight Championship. (16:14)
  - Cage cubrió a Jarrett después de un "Unprettier".
  - El árbitro fue el debutante Earl Hebner.
  - Antes de que comenzara el evento Larry Zbyszko avisó de que todo aquel que interfiriera durante el evento quedaría despedido. Gail Kim golpeó a Cage durante el combate con la guitarra de Jarrett, pero nunca fue despedida.

### 2007
Against All Odds 2007 tuvo lugar el 11 de febrero del 2007 en Orlando, Florida.
- Dark match: Serotonin (Kazarian & Johnny Devine) (con Maverick Matt) derrotaron a Jay Lethal & Sonjay Dutt.
  - Kazarian cubrió a Lethal después de que Matt lo golpeara con un "Superkick". (5:14)
  - Después de la lucha, Raven golpeó a Kazarian, Matt y Devine con un palo de Kendo.
- The LAX (Homicide & Hernandez) (con Konnan) derrotaron a Team 3D (Brother Ray & Brother Devon) en un Little Italy Street Fight. (9:26)
  - Hernadez cubrió a Devon después de un "Border Toss".
- Senshi derrotó a Austin Starr. (8:21)
  - Senshi cubrió a Starr.
  - Después de la lucha, Starr abofeteó a Bob Backlund (quién estaba viendo el combate a pie de ring), y éste le aplicó la "Crossface Chickenwing".
- Christy Hemme derrotó a "Big Fat Oily Guy" en un Tuxedo match. (2:29)
  - Tras el combate, Kip James corrió y despojó a Hemme de su esmoquin.
- Lance Hoyt (con David Eckstein) derrotó a Dale Torborg (con A.J. Pierzynski) en un Basebrawl. (5:04)
  - Hoyt cubrió a Torborg después de que Eckstein lo golpeara con una silla de acero y Lance Hoyt aplicase su "Texas Tornado Slam"
- A.J. Styles derrotó a Rhino en un Motor City Chain match. (15:07)
  - Styles cubrió a Rhino después de que Rhino fallara un "Gore" atravesando unas mesas.
- Chris Sabin derrotó a Jerry Lynn reteniendo el Campeonato de la División X de la TNA. (13:33)
  - Sabin cubrió a Lynn usando las cuerdas como ayuda.
- James Storm & Jacqueline Moore derrotaron a Petey Williams & Gail Kim en un Mixed Tag Team match. (8:49)
  - Moore cubrió a Kim después de que Storm chocara con Kim.
  - Después de la lucha, Chris Harris regresó y echó a Moore y Storm del ring.
- Sting derrotó a Abyss (con James Mitchell) en un Prison Yard match. (11:57)
  - Sting ganó cuando encerró a Abyss en la jaula después de aplicarle una "Powerbomb" sobre una mesa con alambres de púas.
  - Después de la lucha, Abyss atacó a Mitchell.
- Christian Cage derrotó a Kurt Angle reteniendo el Campeonato Mundial Peso Pesado de la NWA. (19:02)
  - Cage cubrió a Angle después de golpearlo con un tubo de acero y un "Unprettier".
  - Durante la lucha, Tomko y Scott Steiner ayudaron a Cage.
  - Samoa Joe estaba en el ringside como Outside Enforcer.

### 2008
Against All Odds 2008 tuvo lugar el 10 de febrero del 2008 en Greenville, Carolina del Sur. El lema fue "Barb-Wired!!!".
- Dark match: Jackie Moore & Traci Brooks derrotaron a The Rise Guys (Skip & Mattman).
  - Moore hizo la cuenta.
- Dark match: Sonjay Dutt & Rasheed Lucius derrotaron a The Rock 'n' Rave Infection (Lance Hoyt & Jimmy Rave).
  - Creed cubrió a Rave después de un "Creed-DT".
- The Angle Alliance (A.J. Styles & Tomko) derrotaron a The James Gang (B.G. James & Bob Armstrong) reteniendo el Campeonato Mundial en Parejas de la TNA. (7:45)
  - Styles cubrió a James después de un "Tornado-Plex".
- Traci Brooks derrotó a Payton Banks. (5:07)
  - Brooks cubrió a Banks con un "Schoolgirl".
- Scott Steiner derrotó a Petey Williams, ganando el maletín que poseía una oportunidad por el Campeonato Mundial Peso Pesado de la TNA y reteniendo el que poseía una oportunidad por el Campeonato de la División X de la TNA. (9:24)
  - Scott cubrió a Williams después de un "Elevated Powerbomb".
  - Durante el combate, una mujer misteriosa salió al ring y distrajo a Williams.
- Eric Young derrotó a James Storm (con Jackie Moore) reteniendo el Campeonato Mundial de Beber Cerveza de la TNA. (7:49)
  - Young cubrió a Storm después de un "Gore" de Rhino.
- Awesome Kong (con Kontourage (Raisha Saeed, Rhaka Khan y Sojourner Bolt)) derrotó a O.D.B. reteniendo el Campeonato Mundial Femenino de la TNA. (6:54)
  - Kong cubrió a ODB después de un "Implat Buster".
  - Durante el combate, Raisha Saed interfirió distrayendo a ODB.
- Abyss derrotó a Judas Mesías (con Father James Mitchell) en un Barbed Wire Massacre. (14:51)
  - Abyss cubrió a Mesías después de un "Black Hole Slam" sobre una mesa con alambre de espino.
- Booker T y Robert Roode (con Payton Banks) lucharon acabando sin resultado. (9:17)
  - Ambos perdieron por doble cuenta de fuera.
- Jay Lethal & The Motor City Machine Guns (Chris Sabin & Alex Shelley) derrotaron a Johnny Devine(c) & Team 3D (Brother Ray & Brother Devon) en un Street Fight, ganando Lethal el Campeonato de la División X de la TNA. (12:30)
  - Lethal cubrió a Devine después de un "Diving elbow drop" contra una mesa.
- Kurt Angle (con Karen Angle) derrotó a Christian Cage (con Samoa Joe como árbitro especial) reteniendo el Campeonato Mundial Peso Pesado de la TNA. (20:40)
  - Angle cubrió a Cage después de un "Torture Rack neckbreaker" de Tomko.
  - Durante el combate, A.J. Styles distrajo a Joe intentando echarlo fuera del ring, lo cual hizo que Joe lo persiguiera hasta el backstage.

### 2009
Against All Odds 2009 tuvo lugar el 8 de febrero de 2009 desde el Impact! Zone en Orlando, Florida. Este fue el primer PPV de la TNA emitido en alta definición.
- Alex Shelley derrotó a Eric Young reteniendo el Campeonato de la División X de la TNA
  - Shelley cubrió a Young con un "Roll-Up".
- Scott Steiner derrotó a Petey Williams
  - Steiner cubrió a Williams después de un "Steiner Screwdriver".
- Brutus Magnus derrotó a Chris Sabin
  - Magnus cubrió a Sabin después de una "Tormentum".
- Awesome Kong derrotó a ODB reteniendo el Campeonato Femenino de la TNA
  - Kong cubrió a ODB después de un "Implant Buster".
- Booker T derrotó a Shane Sewell reteniendo el Campeonato de Leyendas de la TNA
  - Booker cubrió a Sewell después de un "Axe Kick".
  - Después de la lucha, A.J. Styles hizo su regreso atacando a Booker.
- Abyss derrotó a Matt Morgan en un No DQ, No Count-out Match
  - Abyss cubrió a Morgan después de un "Black Hole Slam".
- Beer Money, Inc. (Robert Roode & James Storm) derrotaron a Jay Lethal & Consequences Creed reteniendo el Campeonato Mundial en Parejas de la TNA
  - Roode cubrió a Lethal después de un golpe con una cadena de Storm.
- Sting derrotó a Kurt Angle, Brother Ray y Brother Devon reteniendo el Campeonato Mundial Peso Pesado de la TNA
  - Sting cubrió a Ray después de un "Scorpion Death Drop".

### 2010
Against All Odds 2010 tuvo lugar el 14 de febrero de 2010 desde el Impact! Zone en Orlando, Florida.
- 8 Card Stud Tournament Cuartos de final: D'Angelo Dinero derrotó a Desmond Wolfe (7:39)
  - Dinero cubrió a Wolfe después de un "D'Angelo Dinero Express"
- 8CST Cuartos de final: Matt Morgan derrotó a Hernández (8:50)
  - Morgan cubrió a Hernandez después de lanzarlo contra la esquina.
- 8CST Cuartos de final:Mr. Anderson derrotó a Kurt Angle (9:44)
  - Anderson cubrió a Angle después de un "Mik Check"
- 8CST Cuartos de final: Abyss derrotó a Mick Foley en un No DQ match. (7:40)
  - Abyss cubrió a Foley después de un "Black Hole Slam" sobre chinchetas
- The Nasty Boys (Brian Knobbs & Jerry Sags) derrotaron a Team 3D (Brother Ray & Brother Devon) (10:39)
  - Knobbs cubrió a Ray después de golpearle con un casco que le dio Jimmy Hart.
- 8CST Semifinales: D'Angelo Dinero derrotó a Matt Morgan (8:20)
  - Dinero cubrió a Morgan después de un "D'Angelo Dinero Express"
- 8CST Semifinales: Mr. Anderson derrotó a Abyss (8:07)
  - Anderson cubrió a Abyss después de un "Mik Check"
- AJ Styles (con Ric Flair) derrotó a Samoa Joe reteniendo el Campeonato Mundial Peso Pesado de la TNA (con Eric Bischoff como árbitro especial) (21:26)
  - Styles cubrió a Joe después de un "Styles Clash"
- 8CST Final: D'Angelo Dinero derrotó a Mr. Anderson, ganando una oportunidad por el Campeonato Mundial Peso Pesado (15:56)
  - Dinero cubrió a Anderson después de un "D'Angelo Dinero Express"
  - Antes de la lucha, Anderson atacó a Dinero.

### 2011
Against All Odds 2011 tuvo lugar el 13 de febrero de 2011 desde la Zona de Impacto en Orlando, Florida.
- Kazarian derrotó a Robbie E (con Cookie) reteniendo el Campeonato de la División X de la TNA (10:23)
  - Kaz cubrió a Robbie E después de un "Kneeling Back to Belly Piledriver"
  - Originalmente, Robbie E se iba a enfrentar a Max Buck y Jeremy Buck por una oportunidad por el Campeonato de la División X, pero no pudieron presentarse por problemas de vuelo, dando la victoria a Robbie.
- Beer Money, Inc. (James Storm & Robert Roode) & Scott Steiner derrotaron a Immortal (Gunner, Murphy & Rob Terry) (10:12)
  - Steiner cubrió a Gunner después de un "Franksteiner"
- Samoa Joe derrotó a D'Angelo Dinero (8:33)
  - Joe forzó a Dinero a rendirse después de una "Coquina Clutch"
  - Durante la lucha, Okada intervino a favor de Joe
  - Después de la lucha, Dinero atacó a Joe y a Okada.
- Madison Rayne derrotó a Mickie James en un Last Knockout Standing Match reteniendo el Campeonato Femenino de la TNA (9:10)
  - Rayne noqueó a James después de golpearla con unos nudillos de bronce, no pudiendo levantarse antes de la cuenta a 10, ganando la lucha
  - Durante la lucha, Tara intervino a favor de Rayne
- Rob Van Dam derrotó a Matt Hardy(13:18).
  - RVD cubrió a Hardy después de una "Five-Stars Frog Splash"
- Bully Ray derrotó a Brother Devon y sus hijos en un Street Fight match(09:24).
  - Ray cubrió al hijo mayor de Devon después de una "Big Boot"
  - Después de la lucha, Ray siguió atacando a los hijos de Devon
- Jeff Jarrett (con Karen Jarrett) derrotó a Kurt Angle.(16:13).
  - Jarrett cubrió a Angle con un "Roll-Up"
  - Por consecuencia, Angle deberá entregar la custodia de sus hijos a Karen Jarrett
  - Si Angle ganaba, obtendría la custodia de dos de sus hijos
- Jeff Hardy derrotó a Mr. Anderson en un Ladder Match ganando el Campeonato Mundial Peso Pesado de la TNA(18:15).
  - Hardy descolgó el campeonato, ganando la lucha

### 2012
Against All Odds 2012 tuvo lugar el 12 de febrero de 2012 desde la Zona de Impacto en Orlando, Florida.
- Zema Ion derrotó a Jesse Sorensen por cuenta fuera, ganando una oportunidad por el Campeonato de la División X de la TNA
  - Sorensen no reingresó al ring antes del conteo de 10, perdiendo el combate.
  - Ion realizó un "Moonsault" hacia fuera del ring, rompiéndole a Sorensen la vértebra C1 legítimamente, lesionándole y finalizando el combate
- Robbie E (con Robbie T) derrotó a Shannon Moore reteniendo el Campeonato de la Televisión de la TNA
  - Robbie cubrió a Moore después de un DDT
- Gail Kim derrotó a Tara reteniendo el Campeonato Femenino de la TNA
  - Kim cubrió a Tara después de un Eat Defeat.
- Samoa Joe & Magnus derrotaron a Matt Morgan & Crimson ganando los Campeonato Mundial en Parejas de la TNA
  - Magnus cubrió a Morgan después de un "Snapmare/Diving Elbow Drop Combination"
- Austin Aries derrotó a Alex Shelley reteniendo el Campeonato de la División X de la TNA
  - Aries forzó a Shelley a rendirse con Last Chancery.
- Kazarian (con Christopher Daniels) derrotó a A.J. Styles
  - Kazarian cubrió a Styles después de un Fade To Black.
- Gunner (con Eric Bischoff) derrotó a Garett Bischoff (con Hulk Hogan)
  - Gunner cubrió a Garett después de un DDT.
- Bobby Roode derrotó a Bully Ray, James Storm y Jeff Hardy (con Sting como Enforcer especial) reteniendo el Campeonato Mundial Peso Pesado de la TNA
  - Roode cubrió a Hardy después de que Sting lo golpeara con el campeonato accidentalmente
  - Como el árbitro estaba inconsciente, Sting realizó la cuenta

### 2021
Impact Against All Odds 2021 tendrá lugar el 12 de junio del 2021 en el Skyway Studios en Nashville, Tennessee, debido a la pandemia mundial de COVID-19. El evento fue transmitido en exclusiva a través de Impact Plus.
- Sami Callihan & Tommy Dreamer derrotaron a The Good Brothers (Doc Gallows & Karl Anderson) en un Street Fight.
  - Callihan cubrió a Anderson después de atacarlo con un bate de béisbol.
- Joe Doering (con Deaner & Rhino) derrotó a Satoshi Kojima (con Eddie Edwards).
  - Doering cubrió a Kojima después de un «Doctor Bomb».
  - Durante la lucha, Violent by Design interfirió a favor de Doering, pero fueron detenidos por Edwards.
- La lucha entre Chris Bey, Petey Williams, Rohit Raju, Ace Austin (con Madman Fulton) y Trey por una oportunidad al Campeonato de la División X de Impact terminó sin resultado.
  - El árbitro detuvo la lucha después que Fulton atacara a todos los participantes de la lucha.
- W. Morrissey derrotó a Rich Swann. 
  - Morrissey cubrió a Swann después de un «Running Powerbomb».
- Tenille Dashwood (con Kaleb with a K) derrotó a Jordynne Grace (con Rachael Ellering).
  - Dashwood cubrió a Grace con un «Roll-Up».
  - Durante la lucha, Kaleb interfirió a favor de Dashwood, mientras que Ellering interfirió a favor de Grace.
  - Después de la lucha, Grace atacó a Kaleb.
- Fire 'N Flava (Kiera Hogan & Tasha Steelz) derrotaron a Kimber Lee & Susan y retuvieron el Campeonato de Knockouts en Parejas de Impact. 
  - Steelz cubrió a Lee después de un «Frog Splash».
- Violent by Design (Deaner & Rhino) (con Eric Young) derrotaron a Decay (Black Taurus & Crazzy Steve) y retuvieron el Campeonato Mundial en Parejas de Impact.
  - Deaner cubrió a Steve después de un «Implant DDT».
- Deonna Purrazzo (con Kimber Lee & Susan) derrotó a Rosemary y retuvo el Campeonato de Knockouts de Impact.
  - Purrazzo cubrió a Rosemary después de un «Gotch Style Piledriver».
- Kenny Omega (con Don Callis) derrotó a Moose y retuvo el Campeonato Mundial de Impact.
  - Omega cubrió a Moose después de un «One Winged Angel».
  - Durante la lucha, The Young Bucks (Matt Jackson & Nick Jackson) interfirieron a favor de Omega.
  - Después de la lucha, Sami Callihan atacó a Omega.
  - El Campeonato Mundial de AEW y el Megacampeonato de AAA de Omega no estuvieron en juego.

### 2022
Impact Against All Odds 2022 tuvo lugar el 1 de julio del 2022 en el Center Stage en Atlanta, Georgia. El evento fue transmitido en exclusiva a través de Impact Plus.
- Pre-Show: Black Taurus (con Crazzy Steve) derrotó a Laredo Kid.
  - Taurus cubrió a Kid después de un «Power Bull».
- Pre-Show: Brian Myers derrotó a Rich Swann en un Dot Combat Match y ganó el Campeonato de los Medios Digitales de Impact.
  - Myres cubrió a Swann después de un «Roster Cut Clothesline».
- The Motor City Machine Guns (Chris Sabin & Alex Shelley) derrotaron a Bullet Club (Ace Austin & Chris Bey).
  - Sabin cubrió a Bey después de un «Skull and Bones».
- Deonna Purrazzo & Chelsea Green derrotaron a  Mickie James & Mia Yim.
  - Purrazzo cubrió a James después de un «Double Backstabber».
- Mike Bailey derrotó a Trey y retuvo el Campeonato de la División X de Impact.
  - Bailey cubrió a Trey después de un «Flamingo Driver».
- Rosemary & Taya Valkyrie derrotaron a The Influence (Tenille Dashwood & Gisele Shaw) (con Madison Rayne) y retuvieron el Campeonato de Knockouts en Parejas de Impact.
  - Valkyrie cubrió a Dashwood con un «Roll-Up».
  - Después de la lucha, The Influence atacó a Rosemary & Valkyrie, pero fueron detenidas por Masha Slamovich.
- America's Most Wanted (James Storm & Chris Harris), The Good Brothers (Doc Gallows & Karl Anderson) & Heath derrotaron a Honor No More (Eddie Edwards, Matt Taven, Mike Bennett, PCO & Kenny King) (con Maria Kanellis & Vincent).
  - Harris cubrió a King después de un «Death Sentence».
- Moose derrotó a Sami Callihan en un Clockwork Orange House of Fun Match.
  - Moose cubrió a Callihan después de un «Lights Out Spear».
  - Durante la lucha, Steve Maclin interfirió a favor de Moose.
- Jordynne Grace derrotó a Tasha Steelz (con Savannah Evans) y retuvo el Campeonato de Knockouts de Impact.
  - Grace cubrió a Steelz después de un «Grace Driver».
  - Durante la lucha, Evans interfirió a favor de Steelz.
- Josh Alexander derrotó a Joe Doering (con Deaner) y retuvo el Campeonato Mundial de Impact.
  - Alexander cubrió a Doering después de un «C4 Spike».
  - Durante la lucha, Deaner interfirió a favor de Doering.

### 2023
Impact Against All Odds 2023 tuvo lugar el 9 de junio del 2023 en el Ohio Expo Center en Columbus, Ohio. El evento fue transmitido en exclusiva a través de Impact Plus.
- Pre-Show: KiLynn King (con Taylor Wilde) derrotó a Nevaeh.
  - King cubrió a Nevaeh después de un «Kingdom Fall's».
- Pre-Show: Joe Hendry derrotó a Dirty Dango y retuvo el Campeonato de los Medios Digitales de Impact.
  - Hendry cubrió a Dango después de un «Standing Ovation».
- Frankie Kazarian derrotó a Eddie Edwards (con Alisha).
  - Kazarian cubrió a Edwards con un «Roll-Up».
  - Durante la lucha, Alisha interfirió a favor de Edwards, pero fue expulsada por el árbitro.
- ABC (Ace Austin & Chris Bey) derrotaron a The Good Hands (Jason Hotch & John Skyler) (con Brian Myers) y retuvieron el Campeonato Mundial en Parejas de Impact.
  - Austin cubrió a Hotch después de un «The Fold».
  - Durante la lucha, Myers interfirió a favor de The Good Hands.
- Masha Slamovich derrotó a Killer Kelly en un Dog Collar Match.
  - Slamovich cubrió a Kelly después de un «Snow Plow».
- Chris Sabin derrotó a Trey y ganó el Campeonato de la División X de Impact.
  - Sabin cubrió a Trey después de un «Cradle Shock».
- Bully Ray, Jonathan Gresham, Heath & Nick Aldis derrotaron a Mike Bailey, Moose, PCO & Rich Swann en un 8-4-1 Match.
  - Gresham cubrió a Swann después de un «Spear» de Moose.
  - Los integrantes del equipo ganador se enfrentarán entre ellos por una oportunidad por el Campeonato Mundial de Impact.
- Nick Aldis derrotó a Bully Ray, Jonathan Gresham y Heath y ganó una oportunidad por el Campeonato Mundial de Impact.
  - Aldis forzó a Heath a rendirse con un «Cloverleaf».
  - Durante la lucha, Scott D'Amore interfirió en contra de Ray.
- Deonna Purrazzo & Trinity derrotaron a Gisele Shaw & Savannah Evans (con Jai Vidal).
  - Purrazzo cubrió a Evans con un «Roll-Up».
  - Durante la lucha, Vidal interfirió a favor de Shaw & Evans.
- Ohio Versus Everything (Sami Callihan, Jake Crist & Madman Fulton) derrotaron a The Design (Deaner, Angels & KON) en un Ohio Street Fight.
  - Callihan cubrió a Deaner después de un «Cactus Driver 97» sobre la mesa con alambres de púas.
- Alex Shelley derrotó a Steve Maclin y ganó el Campeonato Mundial de Impact.
  - Shelley cubrió a Maclin después de un «Shell Shock».

### 2024
Against All Odds 2024 tuvo lugar el 14 de junio de 2024 en el Cicero Stadium en Chicago, Illinois. El evento será transmitido en exclusiva a través de TNA Plus.
- Pre-Show: Sami Callihan derrotó a Jonathan Gresham.
  - Callihan cubrió a Gresham después de un «Cactus Driver 97».
  - Durante la lucha, KUSHIDA interfirió a favor de Callihan.
- Pre-Show: The Malisha (Alisha & Masha Slamovich) derrotaron a The Hex (Allysin Kay & Marti Belle) y retuvieron el Campeonato Mundial de Knockouts en Parejas de TNA.
  - Alisha cubrió a Belle después de un «Bulldog» desde la terccera cuerda.
- Mike Santana & Steve Maclin derrotaron a The Rascalz (Trey & Zachary Wentz).
  - Santana cubrió a Trey después de un «Spin The Block».
- PCO derrotó a Rich Swann (con AJ Francis).
  - PCO cubrió a Swann después de un «PCOsault».
- The System (Eddie Edwards & Brian Myers) (con Alisha) derrotó a The Nemeth Brothers (Nic Nemeth & Ryan Nemeth) y retuvo el Campeonato Mundial en Parejas de TNA.
  - Edwards cubrió a Ryan después de un «Boston Knee Party».
  - Durante la lucha, Alisha y Moose interfirieron a favor de The System, mientras que Dirty Dango lo hizo a favor de The Nemeth Brothers.
- Frankie Kazarian derrotó a Joe Hendry (con Ace Steel).
  - Kazarian cubrió a Hendry después de atacarlo con una manopla.
  - Después de la lucha, Kazarian atacó a Hendry, pero fue detenido por Steel.
- Mustafa Ali derrotó a Trent Seven y retuvo el Campeonato de la División X de TNA.
  - Ali forzó a Seven a rendirse con un «Boston Crab».
- ABC (Ace Austin & Chris Bey) derrotó a Josh Alexander & Eric Young.
  - Austin cubrió a Young después de un «The Fold».
- Jordynne Grace derrotó a Tatum Paxley y retuvo el Campeonato Mundial de Knockouts de TNA.[1]
  - Grace cubrió a Paxley después de un «Juggernaut Driver».
  - Después de la lucha, Ash By Elegance atacó a Grace.
- Moose derrotó a Matt Hardy en un Broken Rules Match y retuvo el Campeonato Mundial de TNA.
  - Moose cubrió a Hardy después de un «Lights Out Spear».
  - Antes de la lucha, The Nemeth Brothers (Nic Nemeth & Ryan Nemeth) atacaron a The System (Eddie Edwards & Brian Myers).
  - Después de la lucha, The System (con Alisha) atacó a Matt y Reby Hardy, pero fueron detenido por The Nemeth Brothers y Joe Hendry siendo superados.
  - Después de la lucha, Jeff Hardy hizo su regreso a TNA interfiriendo a favor de Matt, Reby, Hendry y The Nemeth Brothers.

### 2025
Against All Odds 2025 tuvo lugar el 6 de junio de 2025 en el Mullett Arena en Tempe, Arizona. El evento fue transmitido en exclusiva a través de TNA Plus.
- Pre-Show:  The Elegance Brand (Ash By Elegance, Heather By Elegance & M By Elegance) (con The Personal Concierge) derrotó a Xia Brookside, Myla Grace & Harley Hudson.
  - Ash cubrió a Grace después de un «Rarified Air»
  - Durante la lucha, The Personal Concierge interfirió a favor de The Elegance Brand.
  - Después de la lucha, The IInspiration (Cassie Lee & Jessica McKay) hizo su regreso y confrontaron a The Elegance Brand.
- Steve Maclin derrotó a Mance Warner (con Steph De Lander) y retuvo el Campeonato Internacional de TNA.
  - Maclin cubrió a Warner después de un «KIA».
  - Durante la lucha, De Lander interfirió a favor de Warner.
- The Hardys (Matt Hardy & Jeff Hardy), Leon Slater & The Home Town Man derrotaron a The System (Moose, Eddie Edwards, Brian Myers & JDC) (con Alisha).
  - Slater cubrió a Moose con un «Roll-Up».
  - Durante la lucha, Alisha interfirió a favor de The System.
- Mustafa Ali (con John Skyler & Tasha Steelz) derrotó a Jason Hotch.
  - Ali cubrió a Hotch después de un «450 Splash».
- Masha Slamovich derrotó a Lei Ying Lee y retuvo el Campeonato Mundial de Knockouts de TNA.
  - Slamovich cubrió a Lee después de un «Requiem».
  - Después de la lucha, Killer Kelly hizo su regreso y confrontó a Slamovich.
- Frankie Kazarian derrotó a Joe Hendry.
  - Kazarian cubrió a Hendry con un «Roll-Up».
- The Nemeth Brothers (Nic Nemeth & Ryan Nemeth) derrotaron a The Rascalz (Trey & Zachary Wentz) y retuvieron el Campeonato Mundial en Parejas de TNA.
  - Ryan cubrió a Trey después de un «Big Hollywood Ending».
- Santino Marella (con Arianna Grace) derrotó a Robert Stone (con Tessa Blanchard & Victoria Crawford).
  - Marella cubrió a Stone después de un «Cobra».
  - Durante la lucha, Blanchard & Crawford interfirieron a favor de Stone, mientras que Grace lo hizo a favor de Marella.
  - Como resultado, Marella sigue siendo Director de Autoridad de TNA.
- Trick Williams derrotó a Elijah y retuvo el Campeonato Mundial de TNA.
  - Williams cubrió a Elijah después de un «Trick Shot».